# Колдстрім (Британська Колумбія)
Колдстрім (англ. Coldstream) — окружний муніципалітет в Канаді, у провінції Британська Колумбія, у складі регіонального округу Норт-Оканаґан.

## Населення
За даними перепису 2016 року, окружний муніципалітет нараховував 10648 осіб, показавши зростання на 3,2%, порівняно з 2011-м роком. Середня густина населення становила 159,9 осіб/км².
З офіційних мов обидвома одночасно володіли 785 жителів, тільки англійською — 9 810, тільки французькою — 5, а 30 — жодною з них. Усього 1045 осіб вважали рідною мовою не одну з офіційних, з них 5 — одну з корінних мов, а 50 — українську.
Працездатне населення становило 62,9% усього населення, рівень безробіття — 6,8% (7,6% серед чоловіків та 6% серед жінок). 79,7% осіб були найманими працівниками, а 19,6% — самозайнятими.
Середній дохід на особу становив $53 617 (медіана $40 070), при цьому для чоловіків — $65 354, а для жінок $41 997 (медіани — $51 354 та $31 456 відповідно).
28,1% мешканців мали закінчену шкільну освіту, не мали закінченої шкільної освіти — 12,9%, 59% мали післяшкільну освіту, з яких 37,3% мали диплом бакалавра, або вищий, 35 осіб мали вчений ступінь.
| Статево-вікова структура населення | Статево-вікова структура населення | Статево-вікова структура населення | Статево-вікова структура населення | Статево-вікова структура населення |
| ---------------------------------- | ---------------------------------- | ---------------------------------- | ---------------------------------- | ---------------------------------- |
|                                    |                                    |                                    |                                    |                                    |
| Всього                             | Всього                             | 49,4%50,6%                         |                                    |                                    |
| 0 — 14 років                       | 0 — 14 років                       |                                    | 15,8%                              | 15,8%                              |
| 15 — 64 років                      | 15 — 64 років                      |                                    | 65%                                | 65%                                |
| 65 і більше                        | 65 і більше                        |                                    | 19,2%                              | 19,2%                              |
| 85 і більше                        | 85 і більше                        |                                    | 1,8%                               | 1,8%                               |
| 100 і більше                       | 100 і більше                       |                                    | 0%                                 | 0%                                 |
| Середній вік (років)               | Середній вік (років)               | 43,543,7                           | 43,6                               | 43,6                               |
| Медіана (років)                    | Медіана (років)                    | 47,647,8                           | 47,7                               | 47,7                               |
| — чоловіки — жінки                 |                                    |                                    |                                    |                                    |

| Походження мешканців:     | Походження мешканців:     | Походження мешканців: | Походження мешканців: | Походження мешканців: |
| ------------------------- | ------------------------- | --------------------- | --------------------- | --------------------- |
| Походження                |                           |                       | осіб                  | %                     |
| Корінні американці        | Корінні американці        |                       | 500                   | 4.77%                 |
| Інше північноамериканське | Інше північноамериканське |                       | 2 795                 | 26.66%                |
| Європейське               | Європейське               |                       | 9 000                 | 85.84%                |
| британське                | британське                |                       | 6 010                 | 57.32%                |
| французьке                | французьке                |                       | 1 135                 | 10.82%                |
| українське                | українське                |                       | 1 280                 | 12.21%                |
| Латинськоамериканське     | Латинськоамериканське     |                       | 35                    | 0.33%                 |
| Карибське                 | Карибське                 |                       | 25                    | 0.24%                 |
| Африканське               | Африканське               |                       | 50                    | 0.48%                 |
| Азійське                  | Азійське                  |                       | 475                   | 4.53%                 |
| Океанійське               | Океанійське               |                       | 65                    | 0.62%                 |

| Зайнятість населення за галузями (за класифікацією NOC): | Зайнятість населення за галузями (за класифікацією NOC): | Зайнятість населення за галузями (за класифікацією NOC): | Зайнятість населення за галузями (за класифікацією NOC): | Зайнятість населення за галузями (за класифікацією NOC): |
| -------------------------------------------------------- | -------------------------------------------------------- | -------------------------------------------------------- | -------------------------------------------------------- | -------------------------------------------------------- |
|                                                          |                                                          |                                                          |                                                          |                                                          |
| Управління                                               | Управління                                               |                                                          | 11,9%                                                    | 11,9%                                                    |
| Бізнес, фінанси та адміністрування                       | Бізнес, фінанси та адміністрування                       |                                                          | 14,8%                                                    | 14,8%                                                    |
| Природничі та прикладні науки                            | Природничі та прикладні науки                            |                                                          | 5,4%                                                     | 5,4%                                                     |
| Охорона здоров'я                                         | Охорона здоров'я                                         |                                                          | 9,7%                                                     | 9,7%                                                     |
| Освіта, правозахист, муніципальні та урядові служби      | Освіта, правозахист, муніципальні та урядові служби      |                                                          | 11,5%                                                    | 11,5%                                                    |
| Мистецтво, культура, відпочинок та спорт                 | Мистецтво, культура, відпочинок та спорт                 |                                                          | 1,7%                                                     | 1,7%                                                     |
| Роздрібна торгівля та послуги                            | Роздрібна торгівля та послуги                            |                                                          | 21,9%                                                    | 21,9%                                                    |
| Гуртова торгівля, транспорт та обладнання                | Гуртова торгівля, транспорт та обладнання                |                                                          | 15,4%                                                    | 15,4%                                                    |
| Природні ресурси, сільське господарство                  | Природні ресурси, сільське господарство                  |                                                          | 4,1%                                                     | 4,1%                                                     |
| Виробництво                                              | Виробництво                                              |                                                          | 3,4%                                                     | 3,4%                                                     |

## Клімат
Середня річна температура становить 7,9°C, середня максимальна – 23,7°C, а середня мінімальна – -11,1°C. Середня річна кількість опадів – 448 мм.
| Клімат поселення                              | Клімат поселення | Клімат поселення | Клімат поселення | Клімат поселення | Клімат поселення | Клімат поселення | Клімат поселення | Клімат поселення | Клімат поселення | Клімат поселення | Клімат поселення | Клімат поселення | Клімат поселення |
| Показник                                      | Січ.             | Лют.             | Бер.             | Квіт.            | Трав.            | Черв.            | Лип.             | Серп.            | Вер.             | Жовт.            | Лист.            | Груд.            |                  |
| Середній максимум, °C                         | 2,88             | 5,74             | 10,50            | 15,24            | 19,81            | 23,66            | 22,80            | 22,70            | 17,40            | 10,92            | 4,70             | 0,19             |                  |
| Середня температура, °C                       | −4,12            | −1,26            | 3,51             | 8,24             | 12,82            | 16,67            | 19,55            | 19,46            | 14,14            | 7,65             | 1,44             | −3,08            |                  |
| Середній мінімум, °C                          | −11,1            | −8,24            | −3,46            | 1,25             | 5,82             | 9,66             | 16,30            | 16,18            | 10,88            | 4,39             | −1,82            | −6,34            |                  |
| Норма опадів, мм                              | 41               | 26               | 25               | 28               | 42               | 49               | 38               | 34               | 37               | 34               | 46               | 48               |                  |
| Середньомісячна швидкість вітру, м/с          | 1.91             | 1.81             | 2.11             | 2.30             | 2.20             | 2.12             | 2.10             | 2.00             | 1.82             | 1.91             | 2.10             | 2.02             |                  |
| Середньомісячна сонячна радіація, кДж/м²·день | 3272             | 6544             | 11421            | 16470            | 20207            | 21968            | 23037            | 19671            | 13944            | 8006             | 3721             | 2590             |                  |
| --------------------------------------------- | ---------------- | ---------------- | ---------------- | ---------------- | ---------------- | ---------------- | ---------------- | ---------------- | ---------------- | ---------------- | ---------------- | ---------------- | ---------------- |
| Джерело:                                      |                  |                  |                  |                  |                  |                  |                  |                  |                  |                  |                  |                  |                  |